# Herbert Read
Sir Herbert Edward Read, född 4 december 1893 North Riding of Yorkshire, England, död 12 juni 1968 på samma ort, var en engelsk anarkist, poet och litteraturkritiker och en av de tidigaste engelska skribenterna att beakta existentialismen.

## Biografi
Read var son till en bonde, i Muscoates nära Nunnington, omkring fyra miles söder om Kirkbymoorside i North Riding of Yorkshire. Hans studier vid University of Leeds avbröts av utbrottet av första världskriget, då han tjänstgjorde vid Green Howards i Frankrike. Han belönades med Military Cross och Distinguished Service Order, och nådde kaptens grad. Under kriget grundade Read tidskriften Arts and Letters tillsammans med Frank Rutter, en av de första litterära tidskrifter att publicera verk av T S Eliot.
Reads första diktsamling var Songs of Chaos, som gavs ut på eget förlag 1915. Hans andra samling, som publicerades 1919, hette Naked Warriors, och byggde på hans erfarenheter från striderna i skyttegravarna under första världskriget. Hans arbete, som visar påverkan av imagism och de metafysiska poeterna, var huvudsakligen skrivna på fri vers. Hans Collected Poems kom ut 1946. 
Som litteraturkritiker ägnade sig Read främst åt engelska romantiska poeter (t.ex. The True Voice of Feeling: Studier i engelsk romantisk poesi, 1953) men var också en god observatör av imagism. Han publicerade också en roman, The Green Child.
Read var även intresserad av konsten att skriva. Han brydde sig mycket om stil och struktur och sammanfattade sin syn i English Prose Style (1928), en grundbok och en filosofi, om bra sätt att skriva. Boken anses vara en av de bästa  grundläggande för det engelska språket, och hur dess grunder kan användas och har använts för att skriva engelska med elegans och distinktion.
Förutom lyrik, en roman, och självbiografiska verk skrev Read också essäer i estetik, och särskilt som konstteoretiker har han gjort en stor insats med verk som Uppfostran genom konsten (1943, översatt 1956) m. fl.
Read var en av grundarna av Institute of Contemporary Arts.